# Stadio Progreditur
Lo stadio Progreditur è un impianto sportivo di Marcianise (CE).
È ubicato in Piazza della Vittoria n. 5, a pochi chilometri dal casello autostradale di Caserta Sud, e ospitava le partite del Real Marcianise, il quale però ha dovuto giocare il campionato di Lega Pro Prima Divisione 2008-2009 allo Stadio Alberto Pinto di Caserta. Ha una capienza di 4.550 posti, il campo ha il fondo in erba. Il 20 marzo 2008 ha ospitato il match di beneficenza tra le formazioni della Polizia di Stato del Commissariato di Marcianise e la Nazionale cantanti terminata con il risultato di 5-5. In questo stadio sono stati disputati molti derby, ma sempre a porte chiuse per l'insufficienza dei posti destinati agli ospiti.